# Vol Pilgrim Airlines 458
Le 21 février 1982, un De Havilland Canada DHC-6 Twin Otter effectuant le vol Pilgrim Airlines 458, un vol régional régulier reliant l'aéroport LaGuardia de New York à l'aéroport international Logan de Boston, dans le Massachusetts, avec plusieurs escales prévues à Bridgeport, New Haven et Groton, dans le Connecticut, a effectué un atterrissage forcé sur la surface gelée du réservoir Scituate (en), près de Providence, dans le Rhode Island, après qu'un incendie se soit déclaré dans le cockpit et la cabine. 
Un des dix passagers n'a pas pu s'échapper de l'avion et est décédé des suites de l'inhalation de fumée, et huit des neuf passagers restants, ainsi que les deux membres d'équipage, ont été grièvement blessés par l'incendie et l'atterrissage en catastrophe.
Pour avoir piloté l'avion et effectué un atterrissage réussi, malgré l'environnement extrêmement hostile à l'intérieur du cockpit, et ainsi sauvé la vie de presque toutes les personnes à bord, le commandant de bord, Thomas Prinster (36 ans), et le copilote, Lyle Hogg (27 ans), ont reçu conjointement le prix de l'héroïsme de la Flight Safety Foundation (en) pour l'année 1982.

## Déroulement de l'accident
Les trois premières étapes du vol, effectuées entre LaGuardia et Groton, se sont déroulées sans incident. Après l'atterrissage à Groton, l'équipage ayant effectué la première partie du vol a remis l'avion à l'équipage assurant la dernière étape entre Groton et Boston, et le vol 458 a ensuite redécollé de Groton à 15h10. 
Environ 15 minutes après le décollage de Groton, alors que le vol 458 est en vol de croisière, survolant alors le nord-ouest du Rhode Island, à destination de l'aéroport international Logan de Boston, un léger givrage a été constaté par le copilote Hogg sur le pare-brise du Twin Otter et le système de lave-glace/dégivrage a été activé à deux reprises, sans grand effet apparent. Lors du deuxième cycle de dégivrage, une odeur d'alcool se fait sentir dans le cockpit, ce qui a incité le copilote à arrêter le dégivrage. 
Peu de temps après, de la fumée a commencé à pénétrer dans le cockpit autour de la base du manche. Le commandant Prinster a alors contacté le contrôle aérien, déclaré une urgence et a demandé et reçu des vecteurs radar directs vers l'aéroport T. F. Green de Providence pour un atterrissage d'urgence ; les équipages ARFF de l'aéroport ont été appelés pour venir en aide à l'avion dès son arrivée. La fumée dans le cockpit s'est rapidement épaissie au point que les pilotes ne pouvaient plus voir leurs instruments de bord et ont dû ouvrir leurs fenêtres latérales pour avoir de la visibilité et de l'air, et un incendie s'est déclaré dans le cockpit et à l'avant de la cabine, alors que l'avion descendait de son altitude de croisière de 4 000 pieds (1 200 m), brûlant gravement les deux pilotes et, dans une moindre mesure, deux passagers qui ont tenté, sans succès, d'éteindre les flammes. 
La chaleur de l'incendie a fait fondre les casques radio de l'équipage, les forçant à les jeter dehors. Lors de la descente d'urgence, l'un des deux passagers qui ont tenté de lutter contre l'incendie en cabine, Harry Polychron, alors mécanicien navigant chez USAir, qui était en congé, a utilisé une raquette de tennis pour briser les fenêtres de la cabine afin d'essayer d'évacuer la fumée hors de la cabine passagers.

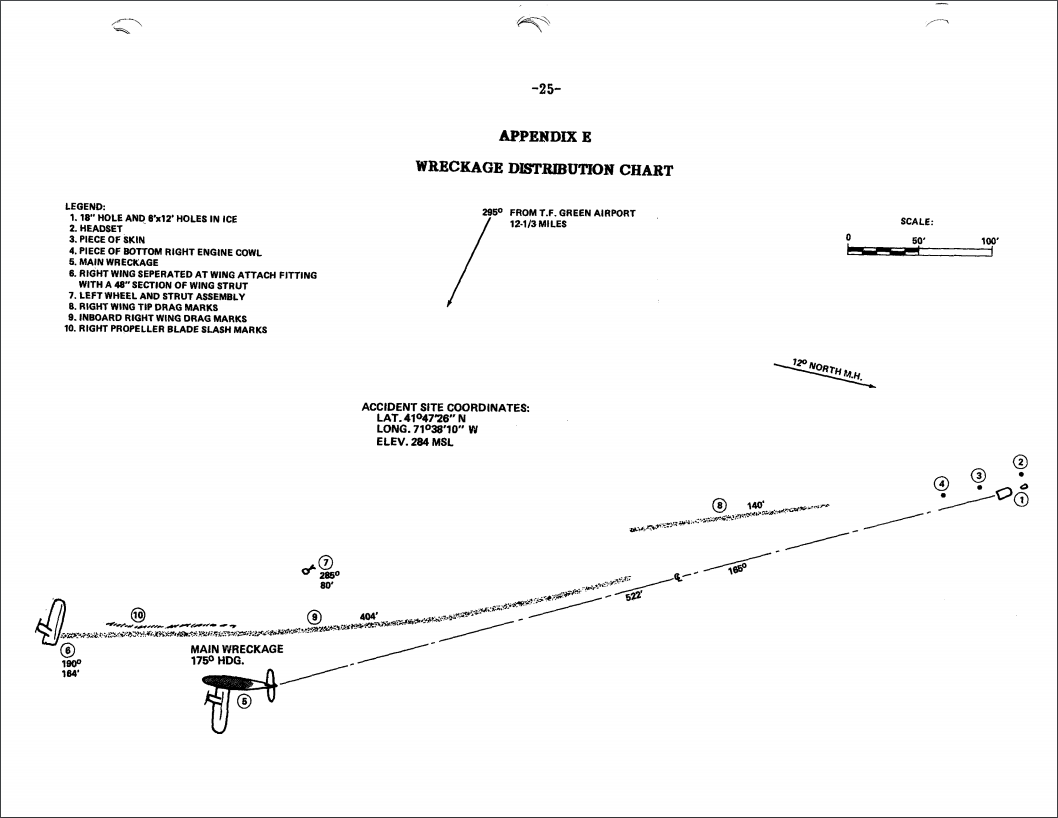
Schéma représentant la répartition des débris du vol 458 sur les lieux du crash.

Vers 15h33, incapable d'atteindre l'aéroport à temps, le commandant Prinster a effectué un atterrissage forcé sur la glace recouvrant la partie ouest du réservoir Scituate (en), situé à 20 km à l'ouest-nord-ouest de l'aéroport. À l'atterrissage, le train principal gauche s'est rompu lors de l'impact, et l'aile droite a été arrachée.
Les deux pilotes et neuf des dix passagers ont réussi à évacuer l'avion en feu, mais le dixième passager, une femme de 59 ans, a été asphyxiée par la fumée et les gaz toxiques avant qu'elle ne puisse s'échapper de l'épave. Parmi les onze survivants, tous sauf un ont subi des blessures graves dans l'accident ; la plupart des passagers ont reçu des blessures contondantes de gravité variable lors de l'atterrissage, les pilotes et deux passagers ont été brûlés par l'incendie en vol. Le commandant Prinster a subi des brûlures au 2e au 3e degré sur 50 à 70 % de son corps et a passé plusieurs mois à l'hôpital, mais a finalement survécu ; le copilote Hogg, bien que souffrant également de graves brûlures, a été brûlé moins sévèrement que le commandant, en raison à la fois du fait qu'il portait des vêtements plus épais et que le feu s'est concentré sur le côté gauche de l'avion ; les deux passagers brûlés ont subi des brûlures au 1er et 2e degré aux mains et aux bras, et tous les survivants ont souffert de l'inhalation de fumée. 

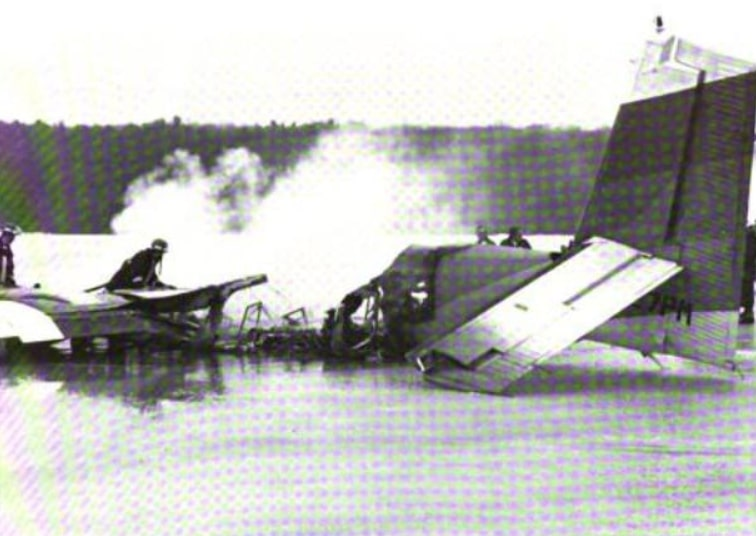
L'épave calcinée du vol 458.

Le fuselage du Twin Otter a été presque entièrement détruit par le feu après l'atterrissage, les seules parties survivantes de la cabine passagers étant les cadres de siège en acier inoxydable et la structure inférieure du fuselage, partiellement fondue.

## Enquête
En raison de l'incendie qui s'est déclaré immédiatement après les tentatives de dégivrage du pare-brise, de l'odeur d'alcool détectée par le copilote juste avant que la fumée ne commence à apparaître et de la nature de l'incendie dans la cabine passagers, l'enquête du Conseil national de la sécurité des transports (NTSB) s'est concentrée sur le système de lave-glace/dégivrage du pare-brise du Twin Otter. 
Ce système se composait d'un réservoir en polyéthylène pouvant contenir jusqu'à 1,5 gallon US (5,7 litres) d'alcool isopropylique, d'une pompe électrique et de buses pour pulvériser l'alcool sur le pare-brise, avec des tubes Tygon (en) allant du réservoir à la pompe et de la pompe aux buses de pulvérisation. Celui de l'avion accidenté avait des antécédents de fuite, résultant de l'incompatibilité des tubes Tygon avec l'alcool isopropylique, celui-ci provoquant le durcissement et la déformation des extrémités des tubes ; les extrémités dégradées des tubes ne s'adaptaient plus étroitement à leurs points de fixation et pouvaient parfois se séparer complètement.
Pour réparer cette fuite, le personnel de maintenance devait périodiquement couper les extrémités durcies et déformées du tube et rattacher le tube nouvellement raccourci (raccourcissant finalement suffisamment le tube pour nécessiter l'utilisation d'un tube plus long, pour que le tube atteigne ses points de fixation sans s'étirer). Les procédures utilisées par Pilgrim Airlines (et approuvées par de Havilland Canada) au moment de l'accident permettaient de fixer le tube à ses points de fixation en enroulant les connexions avec un fil de sécurité, et ne nécessitaient pas l'utilisation d'une pince pour maintenir la connexion en place. 
Plusieurs mois avant l'accident, alors que l'avion était au sol à LaGuardia, on a découvert que le tuyau du système de lave-glace/dégivrage du Twin Otter accidenté s'était séparé de la sortie de la pompe ; cela s'est reproduit trois jours avant l'accident, lorsqu'un pilote a observé une fuite d'alcool au niveau du raccord de sortie de la pompe, duquel le tuyau s'était séparé, lors d'une escale à New Haven. Le système a été réparé plus tard dans la journée, mais les méthodes couramment utilisées pour fixer le tuyau Tygon n'ont pas assuré de manière certaine qu'il resterait attaché à la pompe et au réservoir. 
Des essais après l'accident utilisant une pompe, un réservoir et un tuyau similaires ont montré que, lorsque la sortie de la pompe était déconnectée de son tuyau, une fuite lente de liquide lave-glace se produisait, même si la pompe ne fonctionnait pas. Si la pompe était activée sans que le tuyau ne soit connecté à sa sortie, elle pulvériserait du liquide vers l'avant sur une distance allant jusqu'à 7 pieds (2 m) ; dans sa position installée dans l'avion, cela pulvérisait de l'alcool isopropylique, qui est un antigel réputé comme étant inflammable, dans tout le compartiment sous le plancher du cockpit, une zone qui contenait de nombreuses sources d'inflammation possibles. Cependant, les enquêteurs n'ont jamais pu déterminer avec certitude ce qui a enflammé le liquide lave-glace et déclenché l'incendie, car il y avait plusieurs sources différentes d'inflammation et cette zone de l'avion - comme la majeure partie du fuselage - a été ravagée par l'incendie après l'atterrissage.
Dans son rapport final, le NTSB a considéré que le système de lavage/dégivrage à l'alcool présentait un risque d'incendie trop important et a recommandé son retrait de tout les Twin Otters qui l'utilisaient ; la Federal Aviation Administration (FAA) a accepté et a émis une directive de navigabilité en décembre 1982, qui interdisait l'utilisation de ce système de dégivrage après le 30 novembre 1983, et exigeait l'installation d'un pare-brise chauffé électriquement pour les Twin Otters certifiés pour voler dans des conditions de givrage à partir de cette date.

## Médias
L'accident a fait l'objet d'un épisode dans la série télévisée Air Crash nommé « Des pilotes d'exception » (saison 24 - épisode 6).